# Saint-Julien-le-Vendômois
 Saint-Julien-le-Vendômois  (en occitano Sent Julian) es una comuna y población de Francia, en la región de Lemosín, departamento de Corrèze, en el distrito de Brive-la-Gaillarde y cantón de Lubersac.
Su población en el censo de 2008 era de 269 habitantes.
Está integrada en la Communauté de communes Lubersac-Auvézère.

## Demografía
| 505 | 547 | 448 | 375 | 322 | 308 | 269 |
| Para los censos de 1962 a 1999 la población legal corresponde a la población sin duplicidades (Fuente: INSEE [Consultar]) |     |     |     |     |     |     |